# Mercat de la Boqueria
El Mercat de la Boqueria, abans de Sant Josep, es troba a la plaça porxada d'aquest nom, al costat de la Rambla de Barcelona, i està catalogat com a bé amb elements (d'interès (categoria C). Té una superfície de 2.583 m², amb més de 300 parades que ofereixen una gran varietat de productes casolans i exòtics, tant als compradors particulars com als restauradors de la ciutat. És el segon mercat més gran de Catalunya, després del de Sant Antoni, el més variat en oferta alimentària, i també el més visitat pels turistes.

## Història i descripció

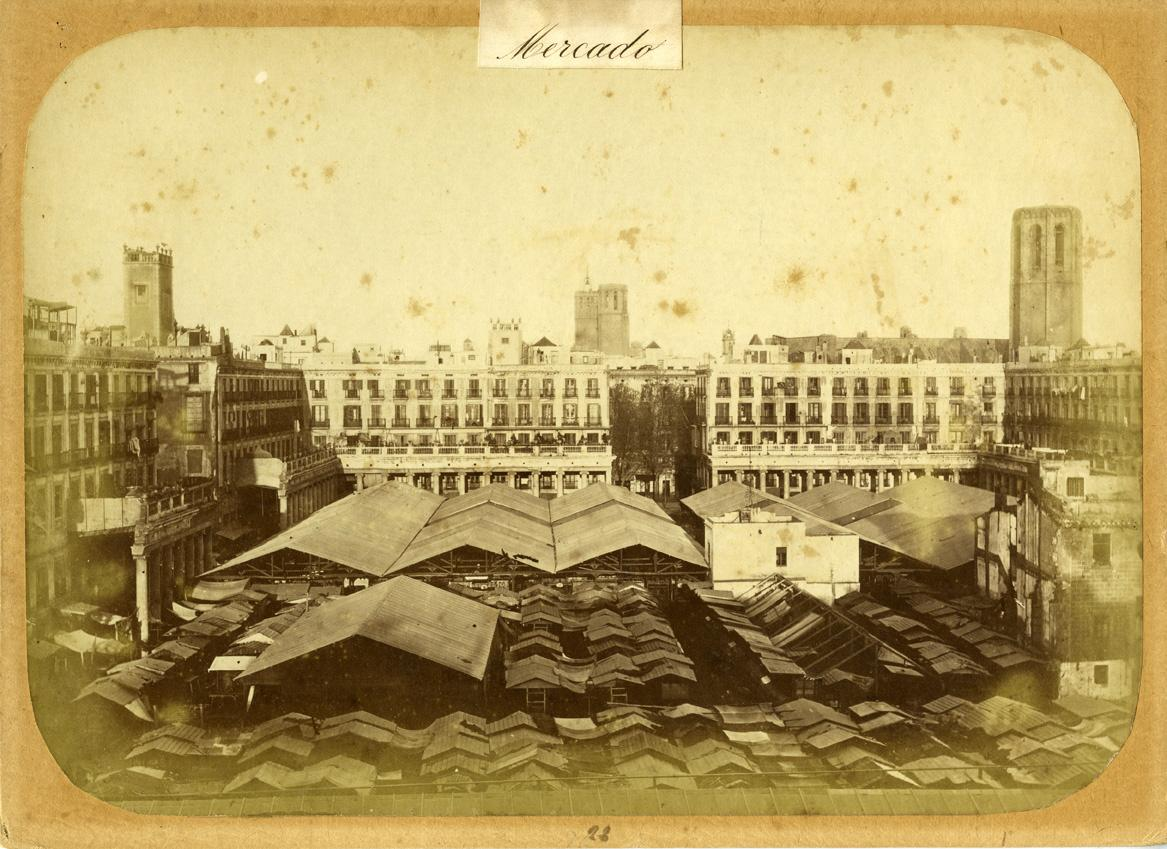
Vista del mercat de la Boqueria a l'àlbum Bellezas de Barcelona (1874). A mà dreta hi ha Can Rapau

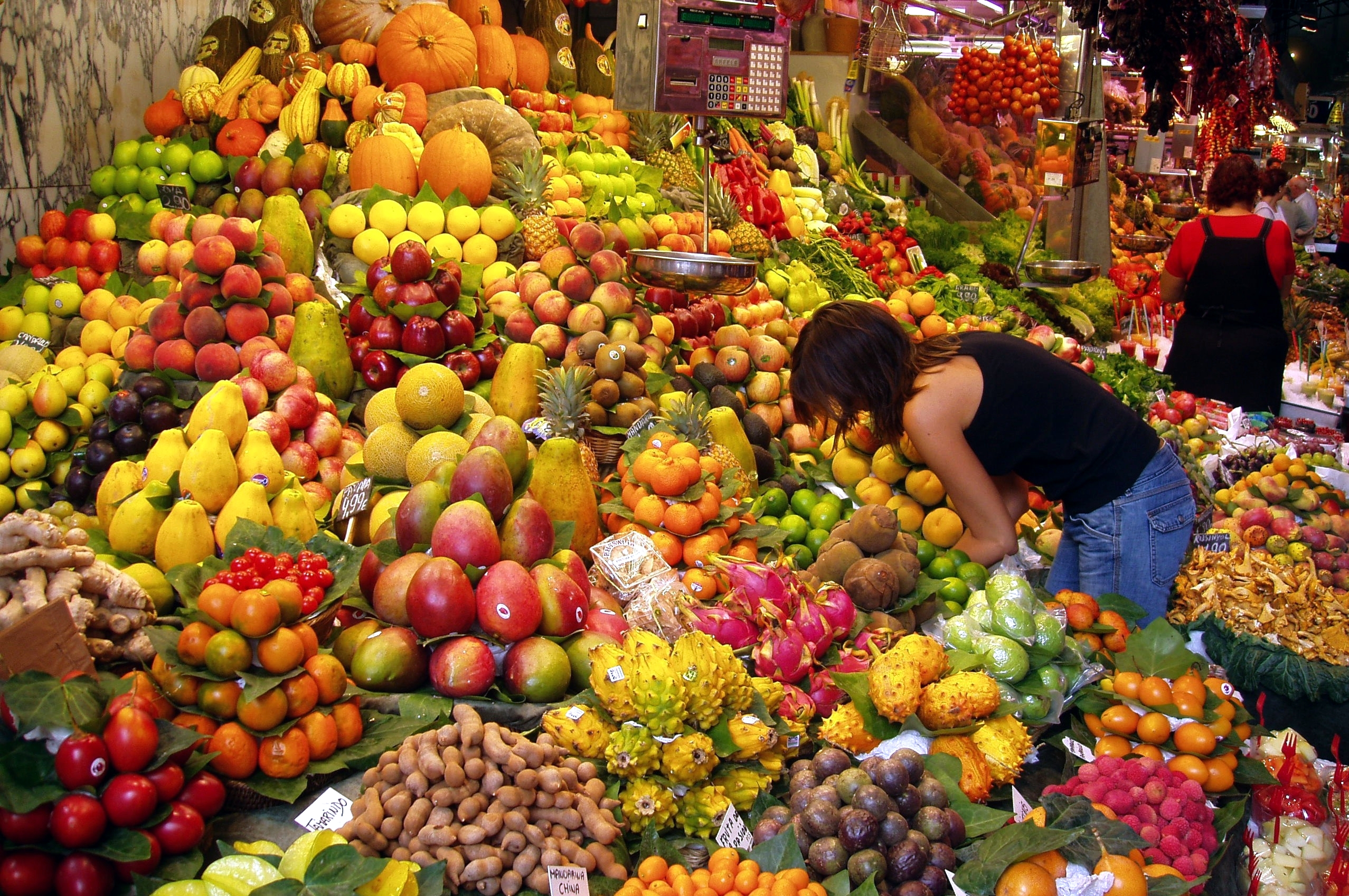
Parada de fruita al mercat de la Boqueria

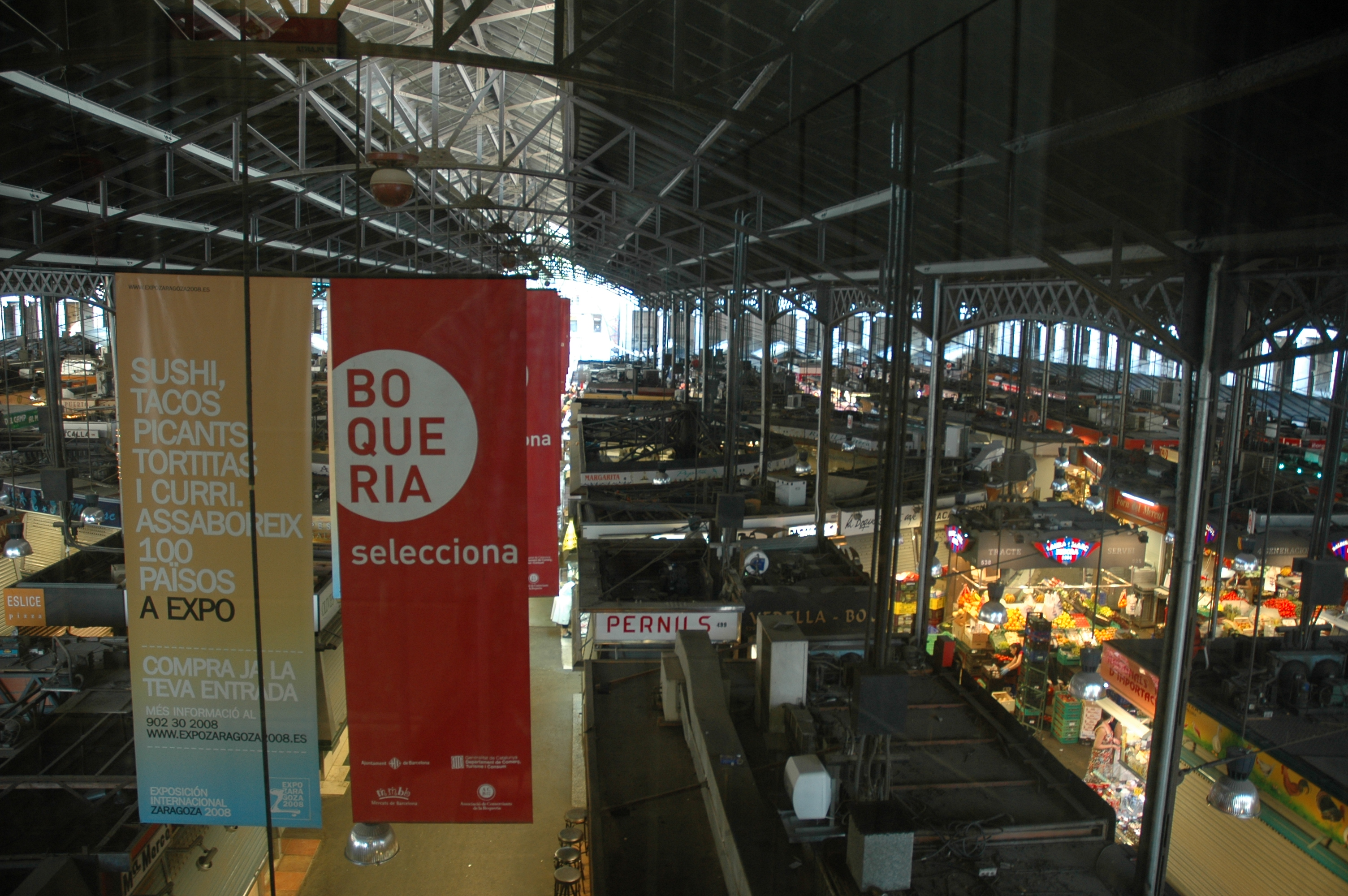
Estructura metàl·lica del 1914

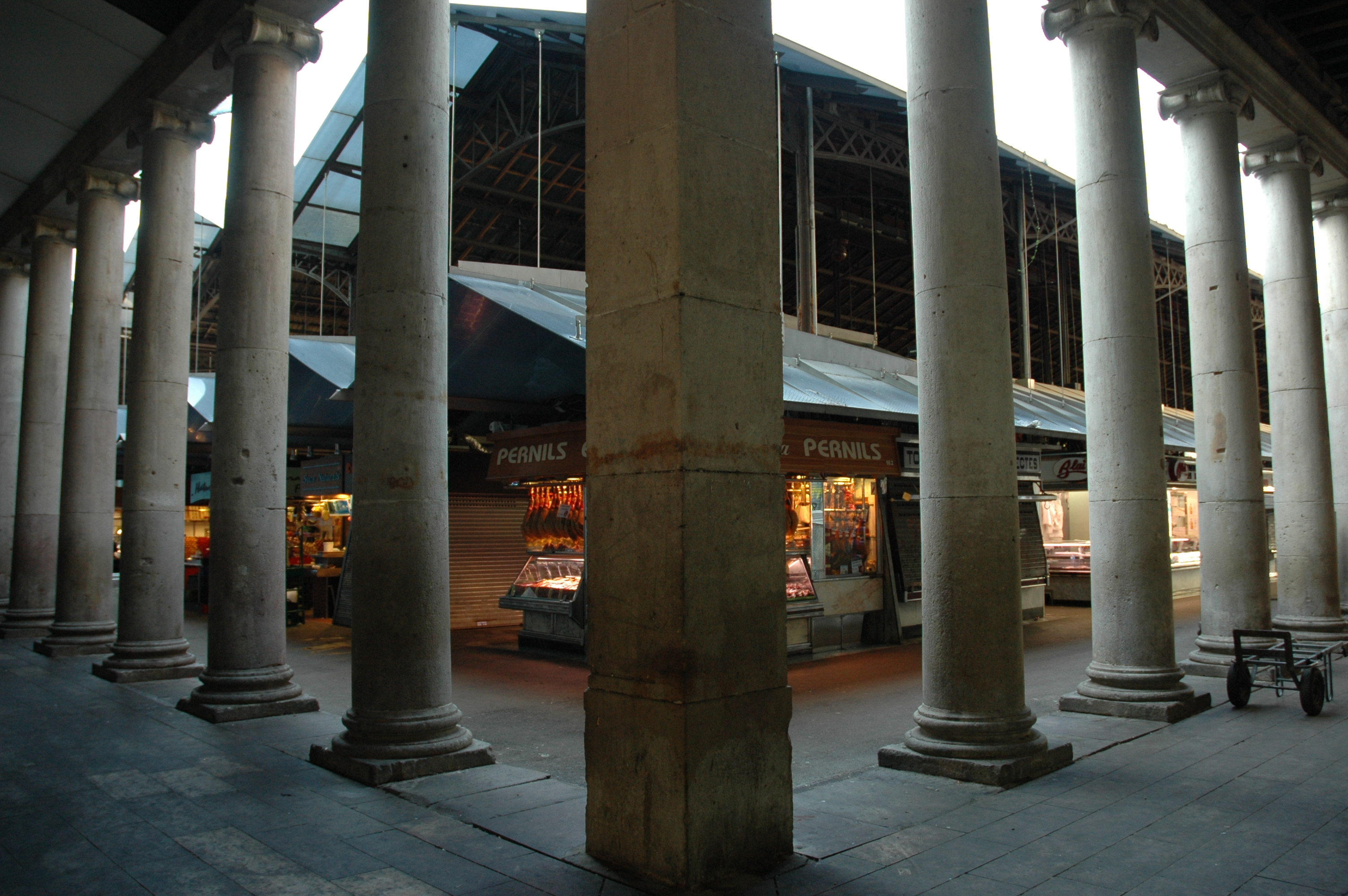
Columnes

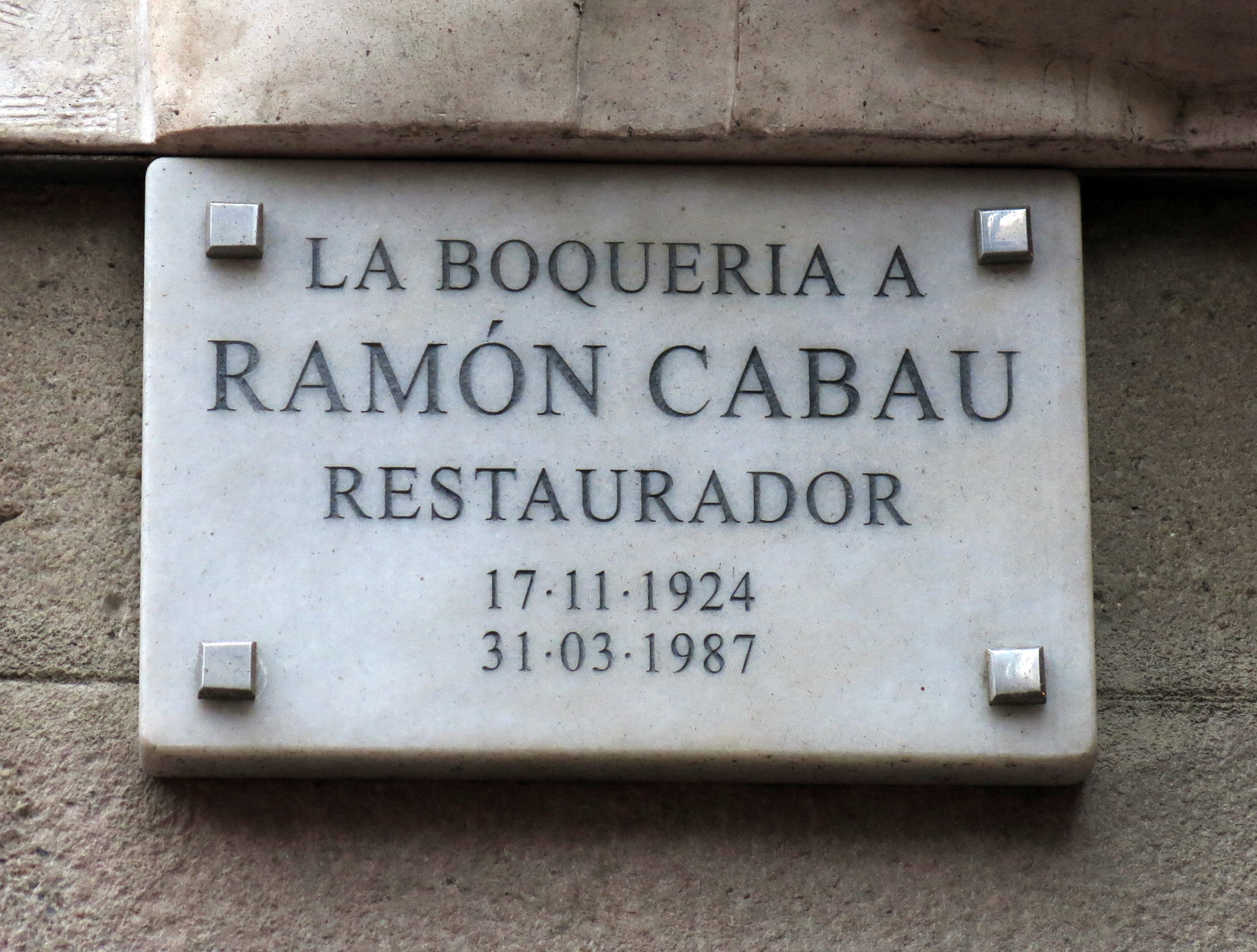
Placa commemorativa de Ramon Cabau

Almenys des del segle xiii, hi havia un mercat a l'aire lliure a l'esplanada davant del portal de la Boqueria, on les venedores ambulants i les pageses de les rodalies (hortes de Sant Antoni, de Sant Pau i de Sant Bertran i més endavant dels pobles veïns) s'hi instal·laven amb la finalitat de vendre els seus productes, per tal d'estalviar-se l'impost d'entrada de mercaderies. El mercat se situava a l'espai entre les cases i els arbres, dividit en sectors ben diferenciats segons el producte. Molts venedors obsequiaven amb una flor per la compra d'algun producte d'alimentació, que va donar origen a les actuals floristes. Més tard també s'hi va afegir la venda d'animals, sobretot ocells.
Amb la urbanització de la Rambla durant el darrer terç del segle xviii (que en aquella època tenia la mateixa des del carrer del Carme fins al de la Petxina que avui al davant del palau de la Virreina) es va veure la necessitat de concentrar en un emplaçament fix i allunyat del trànsit les nombroses parades del mercat. Durant el Trienni Liberal, el convent dels carmelites descalços (anomenats «els josepets» per ser els difusors de l'advocació de Sant Josep), fundat el 1586 a la Rambla, va ser desamortitzat i l'Ajuntament de Barcelona hi va projectar la construcció d'una gran plaça que allotgés el mercat. El projecte es va paralitzar arran del retorn dels béns desamortitzats durant la Dècada Ominosa, però el 1826 es va aixecar un mercat a la Rambla segons el projecte de l'enginyer militar Josep Massanès, amb la col·laboració de l'arquitecte municipal Josep Mas i Vila.
Arran de la Desamortització de Mendizabal (1836), es va recuperar la idea de situar el mercat als terrenys del convent, i a tal efecte, el setembre del 1837 es va formar una comissió especial. Després de diverses vicissituds, el gener del 1840 es va aprovar un projecte de Mas i Vila de plaça porxada, la primera pedra de la qual va ser col·locada el 19 de març del mateix any, dia de Sant Josep. El setembre del 1848 es va aprovar el projecte d'una peixateria panòptica a la plaça de Sant Galdric, coneguda popularment com a «de les pageses», i Josep Carreras i d'Argerich, propietari del veí Palau de la Virreina, va cedir a l'Ajuntament de Barcelona el passatge a través de la planta baixa per a accedir-hi des de la Rambla.
Cap al 1850, quan el conjunt de la porxada encara no era acabat, començaren a haver-hi crítiques i l'oposició dels mateixos paradistes, que exigien un recinte cobert, i se'n van formular projectes com el Josep Oriol Mestres. El més complert, però, fou l'estructura metàl·lica dissenyada per l'enginyer Miquel de Bergue (1864). Per altra banda, amb l'aterrament de l'antic monestir de Santa Maria de Jerusalem l'any 1868, s'autoritzà l'aixecament de coberts provisionals a l'actual plaça de la Gardunya.
La coberta metàl·lica actual, obra de La Maquinista Terrestre i Marítima, va ser inaugurada el 1914. Està formada per un sistema de pilars i bigues de gelosia de ferro colat i una encavallada tipus Polonceau, formant cinc naus paral·leles. L'extrem de la nau central que dona a la Rambla va ser monumentalitzat amb un arc de ferro i vitralls de colors sobre unes bases d'obra revestides de trencadís, construït el 1913 per l'arquitecte Antoni de Falguera. Aquest arc sosté, per mitjà d'unes garlandes de flors obrades amb ferro forjat, un antic escut de Barcelona comprès dins d'un cercle, també de vitralls de colors.
L'any 2000 s'hi va fer l'última gran reforma, obra dels arquitectes Lluís Clotet i Ignasi Paricio, que va alliberar les columnes de les parades que l'ocultaven. El 2015 se'n va inaugurar una altra que afectava sobretot la plaça de la Gardunya.

### Homes i dones del mercat
El 31 de març de 1987, com cada matí, el gastrònom Ramon Cabau Guasch hi va aparèixer. Semblava baix d'ànim i va lliurar una flor a cadascun dels seus amics del mercat; va parlar amb diversos d'ells, hi va donar una darrera volta i, poc després de les nou, va demanar un got d'aigua. Va ingerir una píndola de cianur i va morir allà mateix. El dia del seu enterrament va ser acomiadat per milers de comerciants i clients del popular mercat barceloní. L'accés al mercat des de la Rambla ha estat batejat com a pas de Ramon Cabau en el seu honor.
El mercat de la Boqueria és testimoni del treball de milers de dones que hi han estat venent, comprant i proveint per a l'empresa, gremi, taller o família per a la qual treballaven. En l'actualitat hi ha més de 300 establiments, on la majoria han estat regentades per dones. En general ocupen oficis com a peixateres, carnisseres, fruiteres, forneres, floristes, herbolàries, venedores de verdures, de fruits secs, de llegums, entre d'altres.